# Місто Ембер
«Мі́сто Е́мбер: Вте́ча» (англ. City of Ember) — американський фантастичний художній фільм 2008 року за однойменним романом Жанни Дюпро.
Фільм оповідає про підземне місто Ембер, яке було створено перед апокаліпсисом для збереження людей, і про двох підлітків, які через 200 років вирішили знайти вихід з міста, яке опинилося в критичному стані.

## Сюжет
Коли насувається невизначена глобальна катастрофа, група людей будує підземне місто під назвою Ембер. Вони готують металеву скриньку з загадковим вмістом, яку потрібно відчинити через 200 років. Керівники Ембера передають її з покоління в покоління, але скринька опиняється в чиїйсь коморі і лишається забута.
Дун Гароу — син ремонтника і винахідника Лоріса Гароу. Він і батько зауважують, що аварійні відімкнення світла в Ембері стають все довшими. На церемонії Розподілу мер Коул призначає підліткам професії згідно з лотереєю. Дун отримує посаду «вісник», а його однокласниця Ліна Мейфліт — «трубопровідниця». Обоє незадоволені цим і таємно обмінюються лотерейними білетами. Таким чином Дон стає учнем старого техніка Сала. Бажаючи побачити генератор, Дун викрадає в Сала карту, поки той спить, і досліджує тунелі. Ліна відвідує оранжерею та бачить як поліціянти затримують волоцюгу, що подорожував у тунелі за містом.
Після чергового відімкнення світла Дун пробирається до генератора і бачить, що він у критичному стані. Хлопець отримує від Ліни ріг велетенського жука, який знайшов волоцюга, і задумується чому комахи стали такі великі. Вдома Ліна — нащадка сьомого мера, який володів скринькою — дізнається про скриньку від бабусі. Ліна просить мера розповісти, що в скриньці, але той не бажає розкривати таємницю. Тоді Ліна самотужки досліджує вміст скриньки і знаходить там інструкцію, що відчиняє потаємне відділення. Всередині лежить скляна пластина. Не розуміючи її призначення, Ліна звертається по допомогу до Дуна. Поступово вони дізнаються, що в пластині міститься набір вказівок щодо виходу з міста по трубопроводах, залишених будівельниками Ембера.
Уникнувши гігантського крота-зірконоса, вони також виявляють, що мер Коул зберігав консерви в таємному сховищі для власної вигоди, поки інші люди голодують. Коли Ліна намагається повідомити про це, мер ловить її та намагається конфіскувати скриньку, але вона тікає під час наступного відімкнення електроенергії. Сал ремонтує генератор, дозволяючи Ліні та Дуну, у супроводі молодшої сестри Ліни, Поппі, втекти з міста підземною річкою. Їхня втеча спричиняє паніку в Ембері, мер замикається у своєму сховищі, де його пожирає гігантський кріт.
Дун, Ліна та Поппі нарешті досягають поверхні Землі, де вперше бачать схід сонця. Вони також бачать Ембер крізь отвір у землі, але місто надто далеко. Перш ніж вирушити на дослідження поверхні, вони скидають камінь з запискою, що містить інформацію про те, як вибратися. Камінь згодом знаходить Лоріс.

## Акторський склад
| Актор                    | Роль                      |
| ------------------------ | ------------------------- |
| Сірша Ронан              | Ліна Мейфліт              |
| Гаррі Тредевей           | Дун Гароу                 |
| Білл Мюррей              | мер Коул                  |
| Тім Роббінс              | Лоріс Гароу (батько Дона) |
| Мартін Ландау            | Сал                       |
| Тобі Джонс               | Бардон Сноуд              |
| Меріанн Жан-Батист       | Клері Лейн                |
| Ліз Сміт                 | бабуся Мейфліт            |
| Емі Квінн і Кетрін Квінн | Поппі Мейфліт             |
| Мері Кей Плейс           | місіс Мердо               |
| Маккензі Крук            | Лупер                     |
| Люсінда Дразек           | Ліззі Біско               |
| Метт Джессап             | Джосс                     |
| Саймон Кунц              | капітан Флері             |
| Ієн Мак-Елгінні          | Будівельник               |

## Сприйняття
Цей фільм отримав неоднозначні відгуки критиків. Агрегатор Rotten Tomatoes зібрав 53% схвальних відгуків критиків із середньою оцінкою 5,70/10. Критичний консенсус сайту говорить: «"Місто Ембер" візуально захоплює та може похвалитися чудовим акторським складом, але, на жаль, йому бракує як дії, так і пригод». На Metacritic фільм має середню оцінку 58 зі 100, що вказує на «змішані або посередні» відгуки.
Мік Ласаль на SF Gate Тон «Міста Ембер» похвалив фільм як достатньо гнучкий, щоб дозволити собі як драму, так і сатиру, і жоден з цих складників не здається дисонансним. Також критик позитивно оцінив жвавий темп, який вміщує різноманітні сцени.
Роджер Еберт у Chicago Sun-Times вказав на численні дрібні прогалини, як те, що Ліна знає як виглядає небо, хоча неясно звідки, чи те, звідки в місті беруться запчастини та консерви. Еберт проте похвалив декорації та зображений світ без комп'ютерів, а також дитячий, позбавлений дорослої похмурості, тон фільму.